# 1714
Năm 1714 (số La Mã MDCCXIV) là một năm thường bắt đầu vào thứ hai trong lịch Gregory (hoặc một năm thường bắt đầu vào thứ năm của lịch Julius chậm hơn 11 ngày).

## Sinh
- 1 tháng 1 - Kristijonas Donelaitis, nhà thơ Litva (mất 1780)
- 6 tháng 1 - Percivall Pott, bác sĩ phẫu thuật người Anh (mất 1788)
- 26 tháng 1 - Jean-Baptiste Pigalle, nhà điêu khắc người Pháp (mất 1785)
- 2 tháng 2 - Gottfried Tháng Tám Homilius, nhà soạn nhạc người Đức (mất 1785)
- 22 tháng 2 - Louis-Georges de Bréquigny, sử gia người Pháp (mất 1795)
- 25 tháng 2
  - René Nicolas Charles Augustin de Maupeou, tướng của Pháp (mất 1792)
  - Hyde Parker, đô đốc người Anh (mất 1782)
- 26 tháng 2 - James Hervey, mục sư, nhà văn người Anh (mất 1758)
- 8 tháng 3 - Carl Philipp Emmanuel Bach, soạn nhạc người Đức (mất 1788)
- 27 tháng 3 - Francesco Antonio Zaccaria, nhà thần học và sử gia người Ý (mất 1795)
- 14 tháng 4 - Adam GiB, lãnh đạo tôn giáo người Scotland (mất 1788)
- 10 tháng 5 - Sophie Charlotte Ackermann, nữ diễn viên Đức (mất 1792)
- 6 tháng 6 - [King [Joseph I của] Portugal] (mất 1777)
- 17 tháng 6
  - Alexander Gottlieb Baumgarten, nhà triết học Đức (mất 1762)
  - César-François Cassini de Thury, nhà thiên văn học Pháp (mất 1784)
- 2 tháng 7 - Christoph Willibald Gluck, nhà soạn nhạc người Đức (mất 1787)
- 16 tháng 7 - Marc René, hầu tước Montalembert, nhà quân sự Pháp (mất 1800)
- 1 tháng 8 - Richard Wilson, tiếng Wales họa sĩ (mất 1782)
- 14 tháng 8 - Claude Joseph Vernet, họa sĩ người Pháp (mất 1789)
- 28 tháng 8 - Anthony Ulrich II, Công tước của Brunswick-Lüneburg (mất 1774)
- 10 tháng 9 - Niccolò Jommelli, nhà soạn nhạc người Ý (mất 1774)
- 19 tháng 9 - Charles Humphreys, người Mỹ uỷ thác cho Quốc hội Lục địa (mất 1786)
- 13 tháng 10 - Pieter Burmann Trẻ, nhà̀ ngôn ngư học (mất 1778)
- 16 tháng 10 - Giovanni Arduino, địa chất học người Ý (mất 1795)
- 25 tháng 10 - James Burnett, Chúa Monboddo, nhà triết học người Scotland (mất 1799)
- 13 tháng 11 - William Shenstone, nhà thơ người Anh (mất 1763)
- 25 tháng 11 - Yoriyuki Arima, nhà toán học Nhật Bản (mất 1783)
- 19 tháng 12 - John Winthrop, nhà thiên văn người Mỹ (mất 1779)
- 21 tháng 12 - John Bradstreet, người lính người Canada (mất 1774)
- 27 tháng 12 - George Whitefield, (mất 1770)

## Mất
- Không rõ – Nguyễn Thị Lan, phong hiệu Kính phi Phu nhân, sủng thiếp của chúa Nguyễn Phúc Chu (s. không rõ).